# Rudolf Wolf
Rudolf Wolf (ur. 7 lipca 1816 w Fällanden k. Zurychu, Szwajcaria, zm. 6 grudnia 1893 w Zurychu) – szwajcarski astronom, historyk astronomii i matematyk.

## Życiorys
Studiował na uniwersytetach w Zurychu, Wiedniu i Berlinie. Jednym z jego nauczycieli był Johann Franz Encke. Wolf został profesorem astronomii na Uniwersytecie w Bernie w 1844 roku, a w 1847 roku dyrektorem Obserwatorium w Bernie. W 1855 roku został przewodniczącym katedr astronomii na Uniwersytecie w Zurychu i w Federalnym Instytucie Technologicznym w Zurychu.
Wolf potwierdził odkryty przez Heinricha Schwabego cykl aktywności plam słonecznych i, korzystając z wcześniejszych obserwacji, wyznaczył znacznie dokładniej jego średnią długość na 11,1 lat. Powiązał również cykl aktywności słonecznej z obserwacjami ziemskiego magnetyzmu, wykonanymi przez Johanna von Lamonta. W 1849 roku opracował używany do dziś system oceny aktywności słonecznej polegający na zliczaniu plam słonecznych i ich grup, znanych jako liczby Wolfa. Zajmował się również matematyką, w szczególności liczbami pierwszymi i geometrią oraz, później, rachunkiem prawdopodobieństwa i statystyką. Napisał szereg prac dotyczących igły Buffona i estymacji liczby π przy pomocy metod dziś nazywanych metodami Monte Carlo.